# 伊藤彰 (実業家)
伊藤 彰（いとう あきら、1976年3月8日 - ）は、日本の実業家。株式会社チェンジホールディングス創業者・取締役兼執行役員副社長。

## 人物・来歴
石川県出身。石川県立金沢泉丘高等学校を経て、一橋大学商学部卒業後、1998年アンダーセンコンサルティング（現アクセンチュア）入社。企業向けHRプロジェクトに携わったのち、2003に独立して企業向けの研修事業で起業し、神保吉寿、福留大士らとチェンジ（現チェンジホールディングス）を設立し、取締役に就任した。2015年からチェンジ取締役兼執行役員副社長Mobile Sensing Application ユニット長として、企業向けモバイルアプリケーションの開発などにあたった。2018年チェンジ取締役兼執行役員副社長NEW-ITユニット長。